# Continental (pel·lícula)
Continental és una pel·lícula gallega dirigida per Xavier Villaverde el 1989 i protagonitzada per Eusebio Poncela, Héctor Alterio, Marisa Paredes, Cristina Marcos i Jorge Sanz entre d'altres, i que ha estat subvencionada per la Conselleria de Cultura de la Xunta de Galicia.

## Argument
El Continental és un bar prostíbul situat en una zona portuària que se disputan dues bandes de mafiosos. Ambdues van estar antigament a càrrec del mateix capo, Gonçalves, a qui van eliminar en la seva lluita pel poder. Per això, passats alguns anys després de la seva desaparició, la seva sombra segueix pesant en forma de maledicció sobre els membres d'ambdues bandes.

## Repartiment
Els intèrprets de la pel·lícula per orde alfabètic són Alberto Alonso, Joaquín Alonso-Colmenares, Héctor Alterio, Manuel Areoso, Marina Asal, Feodor Atkine, Antonio Durán "Morris", Angelita Enríquez, Mónica García, Xosé Lois González, Juan Graell, Fernando Guillén, Xavier R. Lourido, Elina Luaces, Manuel Manquiña, Carlos Marcet, Cristina Marcos, Luisa Martínez, Lola Baldrich, Nancho Novo, Marisa Paredes, Eusebio Poncela, Eduardo Puceiro, Canco Ramonde, Antón Reixa, Orlando Rodríguez, Eufemia Román, Jorge Sanz, Antonio F. Simón, Marisa Soto, Gonzalo Uriarte.

## Premis i nominacions
Estrenada el novembre de 1989 al cinema Fraga de Vigo, va participar en el certament Cinegalicia amb Urxa de Carlos López Piñeiro y Alfredo García Pinal, i Sempre xonxa, de Chano Piñeiro, i també fou escollit per clausurar la Setmana de Cinema Espanyol de París de 1989. També fou nominada al Goya al millor director novell de 1989.